# Вибух газу в житловому будинку Дніпропетровська (2007)

#### Вибух газу, який стався13 жовтня2007року вДніпрі, в 10-поверховому будинку за адресою:Мандриківська вулиця, 127, на житловому масивіПеремога-1, є однією з наймасштабніших українських трагедій 2007 року[1][2][3].
Вибух стався у третьому під'їзді будинку і пролунав близько 10:30. Він був таким масштабним, що ледве не зруйнував сусідні будівлі. Під'їзд був зруйнований повністю, ще три інших під'їзди теж зазнали пошкоджень. Усього 23 особи загинули (переважно підлітки та діти), ще 20 були поранені.

## Причини вибуху
Було декілька версій вибуху. Зрештою було доведено, причина вибуху несправність газорозподільного пункту і, якби не недбалість місцевого підприємства «Дніпрогаз», то вибуху можна було уникнути. Мешканці цього будинку за декілька днів до вибуху телефонували працівникам «Дніпрогазу» і повідомляли їм, що відчувають запах газу. Їм відповіли, що треба лише відчинити вікна або кватирки.

## Наслідки
Пошукові роботи тривали тиждень. Завали розбирали вручну та за допомогою спеціальної техніки.
Після вибуху були заарештовані за недбалість керівники «Дніпрогазу». Щодо руїн цієї багатоповерхівки, то їх вирішили знести. Знесення будинку почалося у кінці жовтня 2007 року і закінчилося у грудні того ж року.
Також було підняте питання, що буде знаходитися на території цього будинку. Спочатку був варіант того, що на території будинку буде знаходитися парк, у центрі якого буде Меморіал пам'яті жертв трагедії 13 жовтня 2007 року. Та потім було вирішено, що там, де була ця багатоповерхівка, буде церква. Будівництво церкви розпочалось навесні 2008 року. Кінець будівництва передбачалося у грудні 2008 року. Храм РПЦ в Україні названо — Храм на честь ікони Божої Матері «У скорботі і печалях втіха», якому надано адресу Мандриківська вулиця, 127а. У дворі храму споруджено Пам'ятник людям, загиблим в будинку № 127.
Було підняте питання про компенсацію постраждалим сім'ям. Президент України Віктор Ющенко та інші особи пообіцяли, що їм виділять кошти, на які вони зможуть придбати собі житло. Деякі на ці, або за свої кошти, вже придбали житло, деякі досі проживають у рідні, деякі запропонували побудувати нову 10-поверхівку неподалік від території цього будинку.

## Галерея

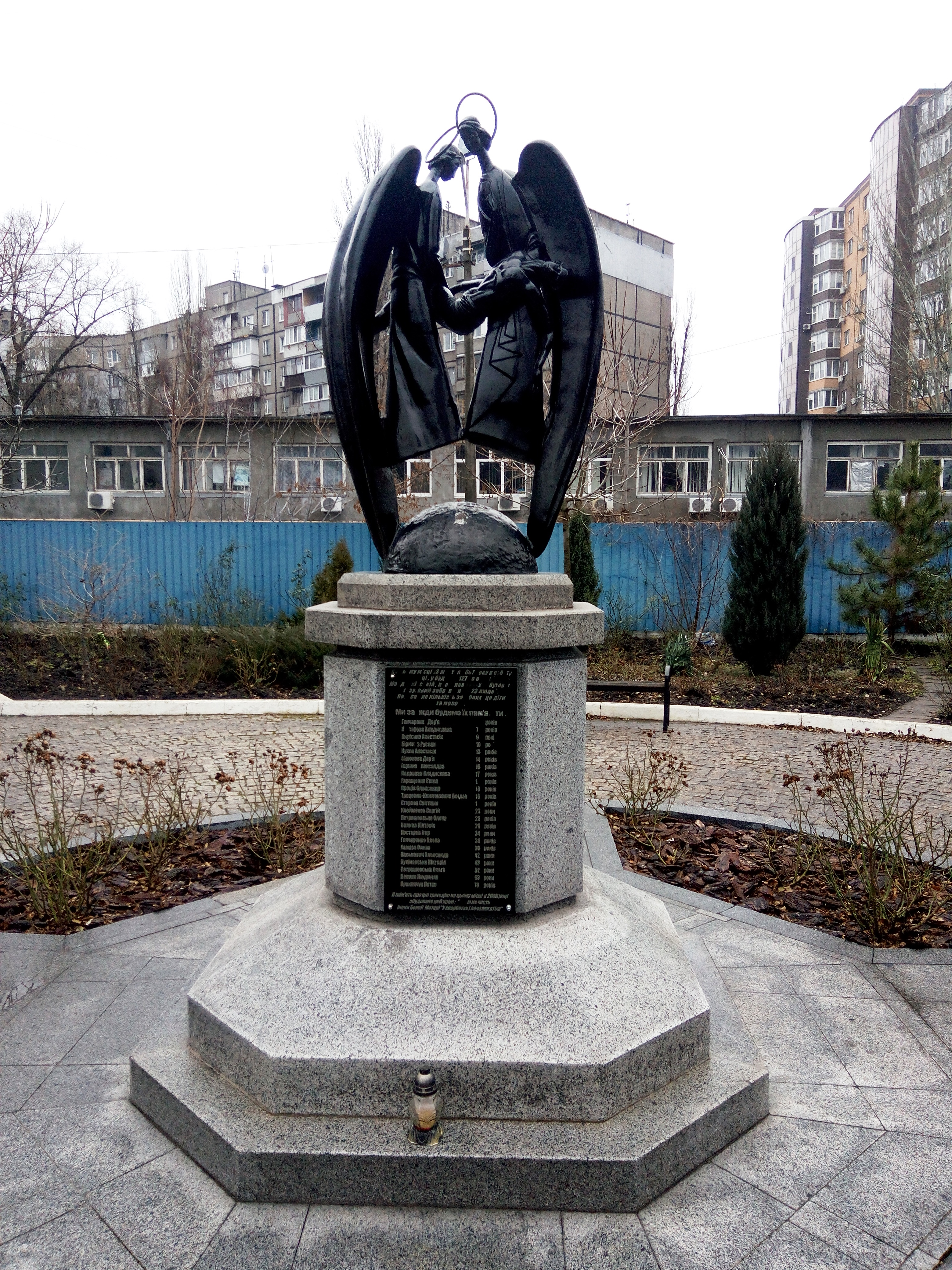
Пам'ятник загиблим
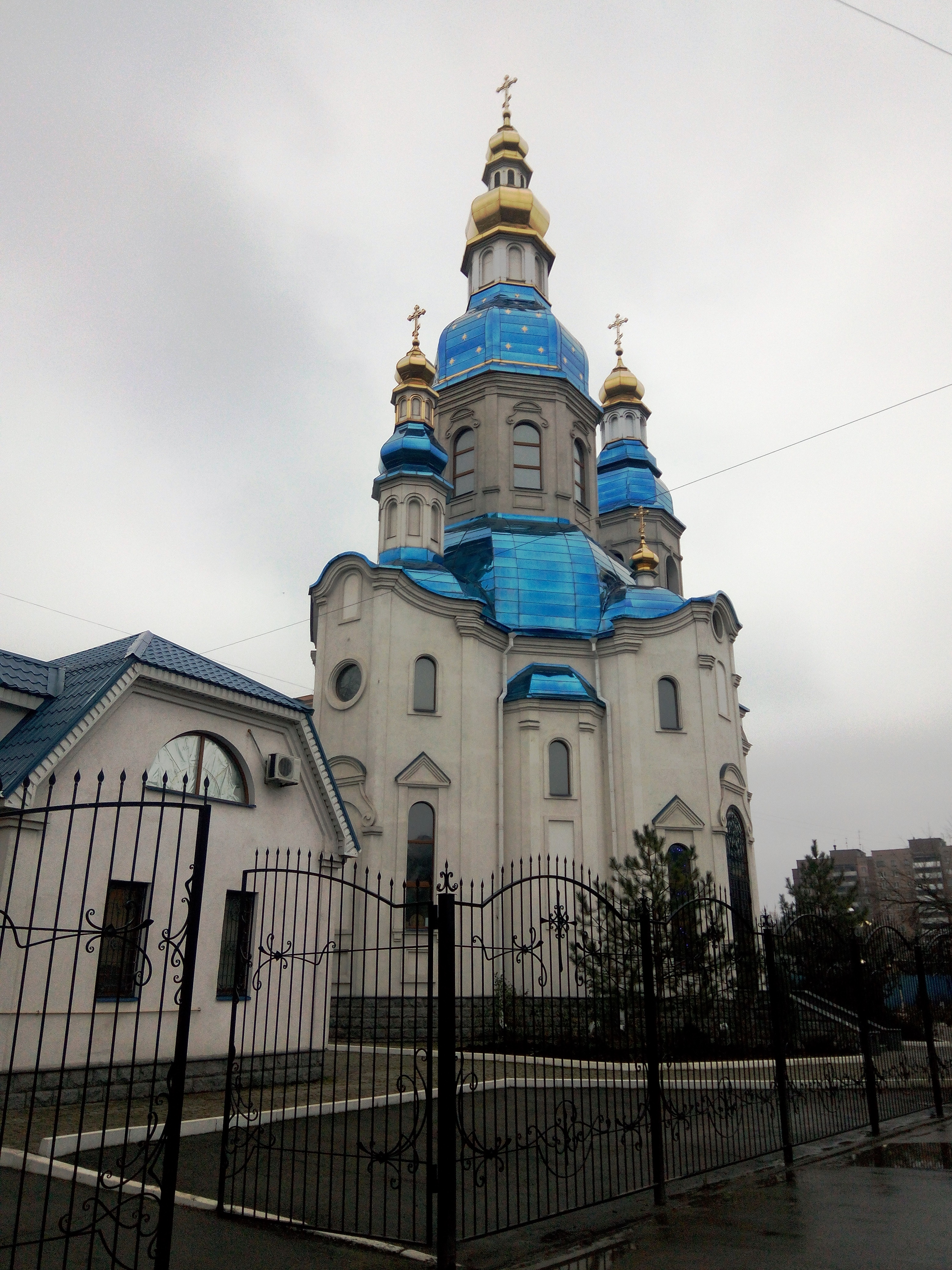
Храм ікони Божої Матері «У скорботах і печалях втіха» на місті зруйнованого будинку
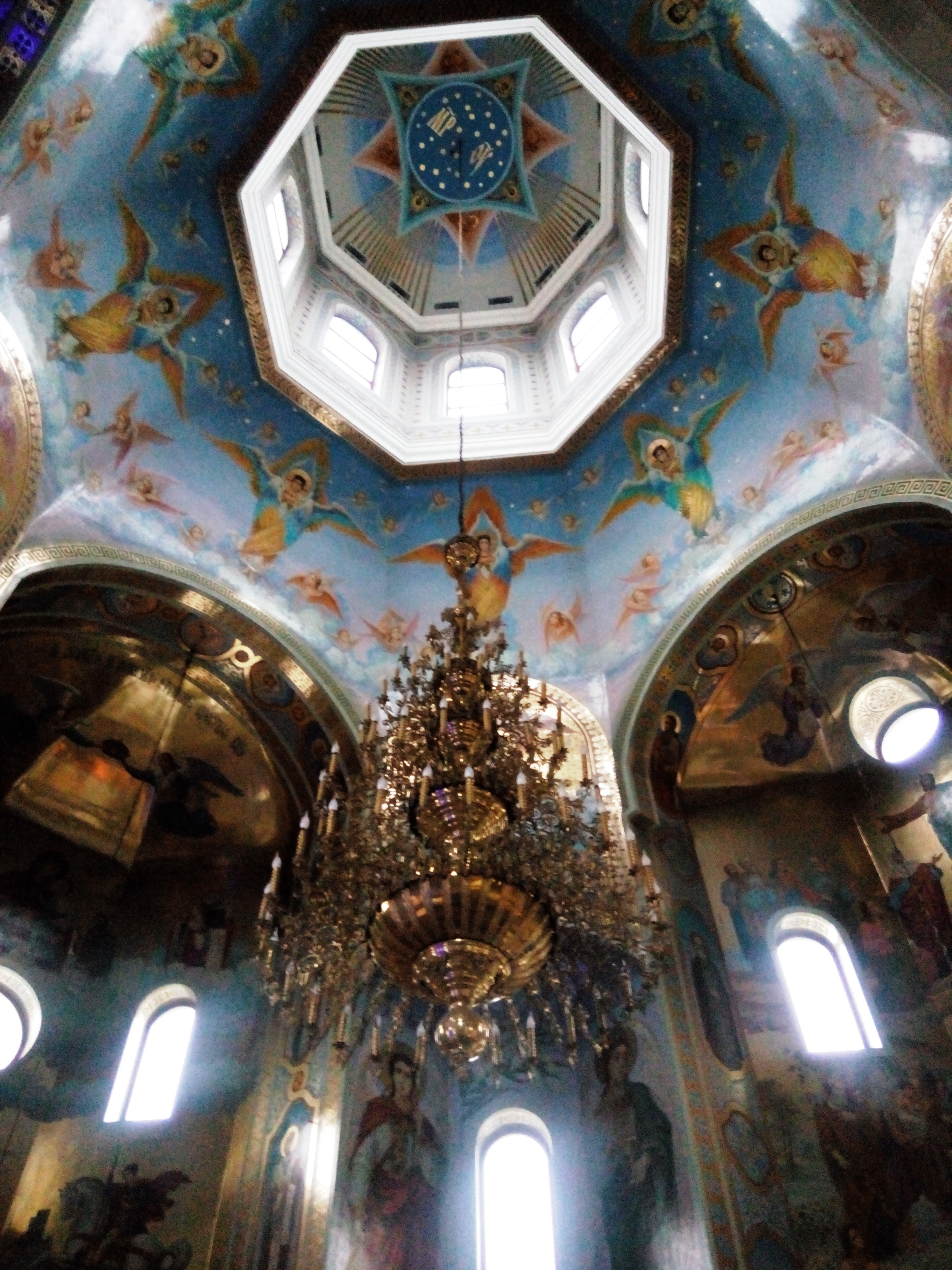
Внутрішнє оздоблення храму